# المغربلين
المغربلين هي شياخة من شياخات حي وسط بالمنطقة الغربية بمحافظة القاهرة، يقع بين كلا من حي السيدة زينب وحي الحسين ويقع حي المغربلين في منطقة الدرب الأحمر قلب القاهرة الإسلامية، نسبة لعصر الدولة الفاطمية وما تمثله من امتداد إلى شارع المعز، أكبر متحف إسلامي مفتوح في العالم، بحوالي 37 أثرا.

## تسمية
سُمي حي المغربلين لشهرة إحدى الحرف المرتبطة بتجارة الحبوب وهي «الغربلة»، لتنظيفها مما بها من شوائب، المغربلين يتوسط 6 أحياء في منطقة الدرب الأحمر وهي من الجهة البحرية: حارة الروم أما من الجهة الشرقية: الدرب الأحمر وسوق السلاح، أما الحد القبلي: السروجية والحد الغربي: الدوادية والقريبية.

## معالم
يشتهر حى المغربلين بآثاره التي تعود للدولة الفاطمية وعدد من المساجد الإسلامية مثل زاوية «كتخدا» والتي أنشأها الأمير عبد الرحمن كتخدا زاوية عبد الرحمن كتخدا بالمغربلين «1142 هـ – 1729 م» منذ حوالي ثلاثة قرون، ويعتبر هذا الأثر أحد أهم آثار كتخدا بمدينة القاهرة فواجهته من الحجر المنقوشة بالزخارف. ويوجد بالمغربلين مسجد «جاني بك» ويرجع تاريخه إلى عام 1426 ميلاديا ومسجد «قرطبة الذهبي» وهو زاوية صغيرة للصلاة لا تتعدى 50 مترا وبها ضريحان لا يعرف المصلون لصاحبيهما أسماء.

## أعلام
أشهر من ولدوا به الفنان محمود المليجي والقارئ الشيخ محمد رفعت والأديب يوسف السباعي والعلامة حامد جوهر «مقدم برنامج عالم البحار في التلفزيون المصري الرسمي» والمطرب الشعبي شفيق جلال والمونولوجست محمود شكوكو والكاتب المسرحي بديع خيري والقارئ الشيخ محمد رفعت.